# 马来西亚—瑞典关系
马来西亚－瑞典关系（瑞典語：Relationer mellan Malaysia och Sverige）是马来西亚与瑞典之间的双边外交关系。瑞典在吉隆坡设有大使馆，而马来西亚也在斯德哥尔摩设有大使馆，并兼为马来西亚驻丹麦、挪威及冰岛的非常任大使馆。马来西亚首相马哈迪·莫哈末曾于1985年、2003年两度对瑞典进行正式访问。